# Uttwiler Spätlauber
Der Uttwiler Spätlauber ist eine Wirtschaftsapfelsorte aus der Schweiz, die seit ca. 1750 bekannt ist. Die exakte Namensnennung ist wichtig, da es mehrere Apfelsorten mit der Bezeichnung Spätlauber gibt. Allen Spätlauber-Apfelsorten ist gemeinsam, dass sie einen späten Blattaustrieb oder einen späten Laubfall haben. Viel wichtiger als seine Abstammung ist jedoch seine überragende Bedeutung für die Kosmetikindustrie. 

## Beschreibung
Der Uttwiler Spätlauber ist ein Kulturapfel (Malus domestica). Zudem ist er ein Most- und Küchenapfel mit Hauptverbreitung im Thurgau (Schweiz). Die Expertenmeinungen über seine Abstammung gehen auseinander: Gemäss der Offenen Obstsorten-Datenbank ist der Uttwiler Spätlauber ein Zufallssämling aus Uttwil.

### Baum
Der Uttwiler Spätlauber wächst kräftig und gesund. An Boden und Klima hat er wenig Ansprüche. Der Baum gedeiht am besten auf mässig feuchten Böden in einem warmen Klima mit trockenen, sonnigen Sommern. Der Uttwiler Spätlauber trägt früh und gerne. Nicht selten bilden sich Blüten bereits am Sommertrieb.

Auf dem Feld
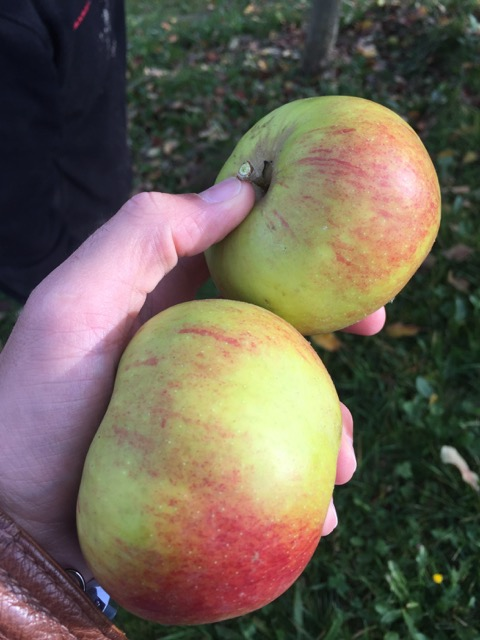
Uttwiler Spätlese (Apfel)
Baumreihe

### Frucht
Die Frucht ist meistens rund, gegen den Kelch etwas stärker abnehmend. Die Haut ist glatt, glänzend, grün, erst spät grüngelb werdend. Gut besonnte Früchte zeigen einen Anflug bräunlicher Röte. Das Fleisch ist fest und knackig, wie beim Golden Delicious oder beim Idared. Zudem ist der Apfel sauer mit schwachem Gewürz. Er erreicht seine Pflückreife Mitte Oktober und ist bis zu einem Jahr lagerbar. Die Schale verfärbt sich dann braun-schwarz. Er gilt als säuerlicher Allzweckapfel.

## Verbreitung
Der Uttwiler Spätlauber ist heute eine seltene Apfelsorte. Er zählt deshalb zu den erhaltenswerten Sorten der Stiftung ProSpecieRara und gemäss dem Nationalen Aktionsplan zur Erhaltung der Pflanzengenetischen Ressourcen in Ernährung und Landwirtschaft (NAP-PGREL) der Schweiz.

## Verwendung in der Kosmetikindustrie
Der pflanzliche Stammzellenextrakt des Uttwiler Spätlaubers wird heute in vielen kosmetischen Antifalten- und Anti-Aging-Pflegeprodukten verwendet. Er wurde zwischen 2004 und 2008 von der Mibelle Biochemistry entwickelt und wird unter dem Namen PhytoCellTec Malus Domestica seit 2008 hergestellt und vertrieben.